# Смотрины

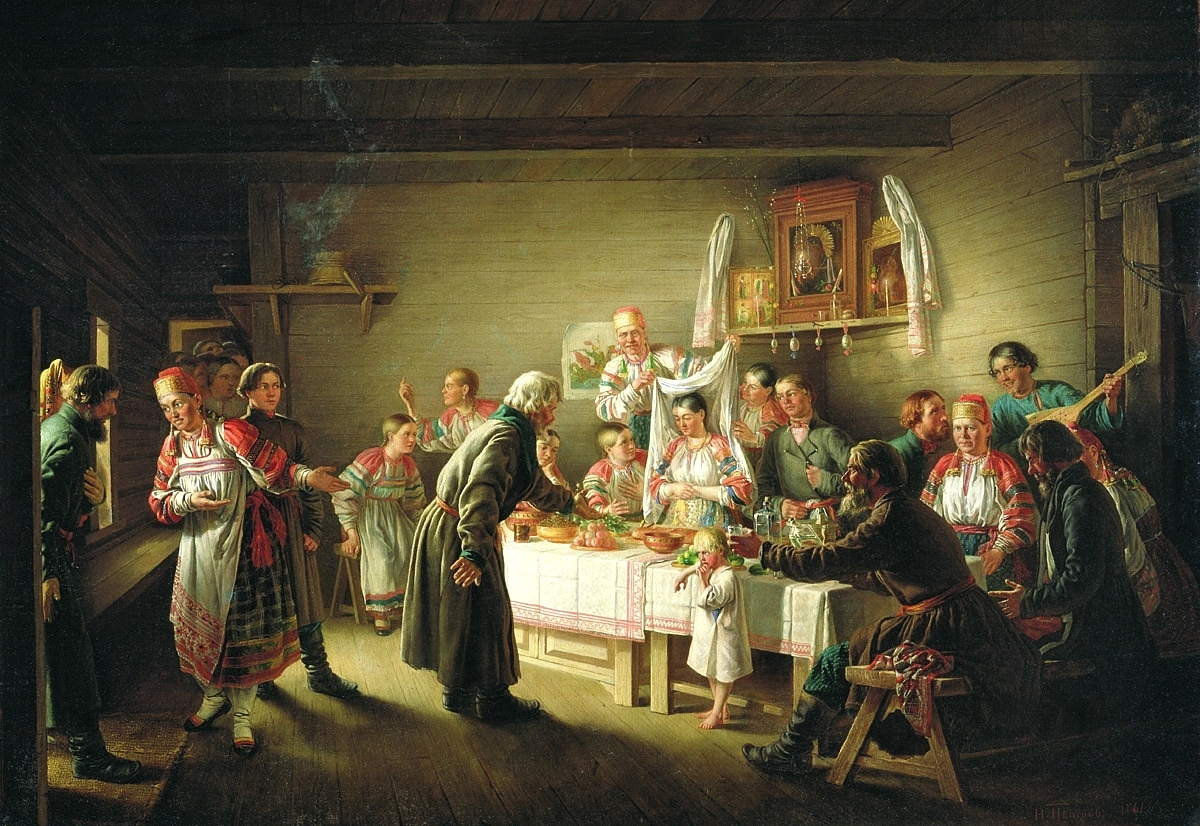
Н. П. Петров. Смотрины невесты. 1861

Смотри́ны (зглядины, згляденки, сглядины, сглядинки; бел. агле́дзіны, агля́дзіны, агляды, разгляды, разглядзіны, умовіны, дамовіны; укр. огля́дини, розгляди, розглядини) — славянская свадебная церемония, входящая в состав свадебного сговора и представляющая собой продолжение сватовства. Известны два вида свадебных смотрин: осмотр родственниками невесты дома и хозяйства жениха, известный всем славянам; и смотрины невесты (иногда обоих молодых) в её доме как первое свидание жениха и невесты в присутствии родных. Смотрины невесты как самостоятельный обряд наиболее характерны для русской свадьбы, но известны и другим славянам (словакам, болгарам, сербам).

На смотрины невесты жених с родителями и свахой ехали не прямым путём, а заезжали дальше и делали круг — по обычаю, «запутывали дело». Позже обряд смотрин вобрал в себя сватовство и рукобитие и мог поэтому тянуться не одну неделю, причиной чему были споры о размере приданого и т. д.

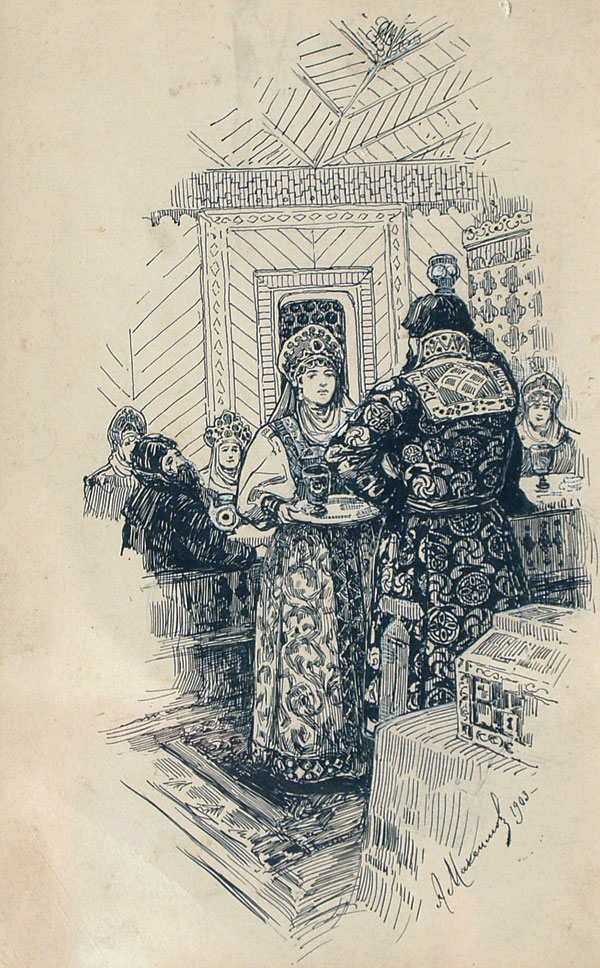
Максимов А. Ф. "Свадебный обряд. Подношение", 1903.
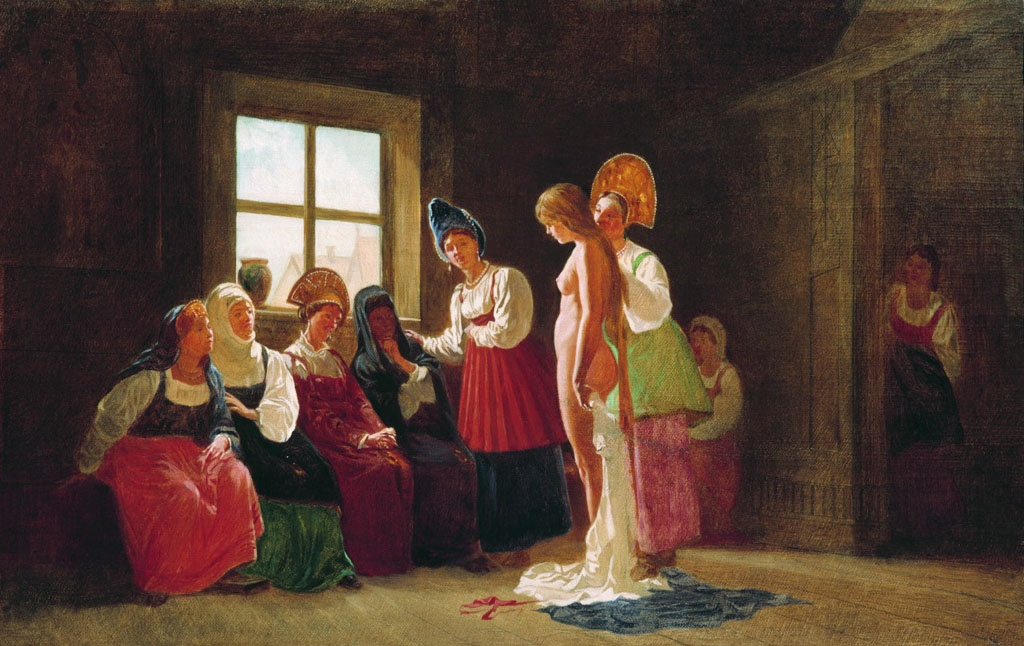
Г. Г. Мясоедов. Смотрины невесты. Государственный Русский музей
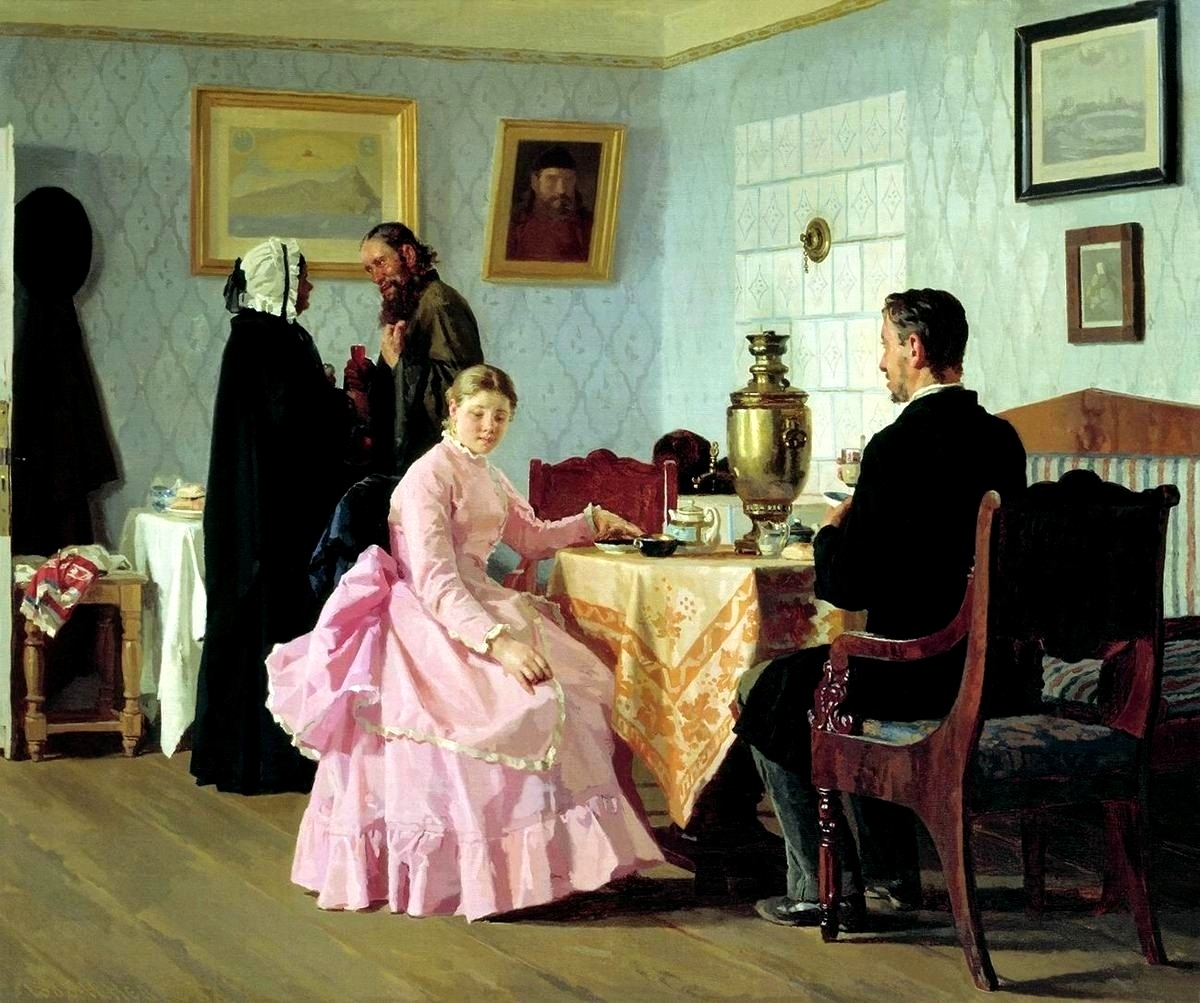
Н. В. Неврев. Смотрины. 1888